# حسنك الوزير
أبو علي حسن بن محمد بن عباس (الفارسية: ابوعلی حسن بن محمد بن عباس)، المعروف باسم حسنك الوزير (بالفارسية: حسنک وزیر)، وأيضًا بـحسنك ميكالي (بالفارسية: حسنک میکالی) كان رجل دولة إيرانيًا من آل ميكال، شغل منصب وزير السلطان الغزنوي محمود من عام 1024 إلى عام 1030 م. وبعد إبعاده عن الوزارة، ظل حسنك شخصية مهمة ومؤثرة في الدولة الغزنوية. ولكنه فقد مكانته فيما بعد وأُعدم شنقًا في عهد مسعود الأول (ابن محمود). وكانت التهمة الرسمية الموجهة لحسنك هي الزندقة والكفر، وهي تهمة ذات دوافع سياسية، وأمر الخليفة العباسي في بغداد بإعدامه.

## السيرة

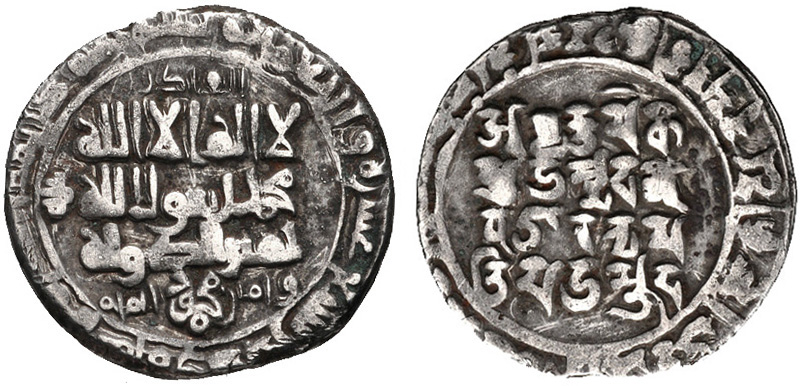
عملة محمود

كان حسنك ابنًا لرجل يُدعى عباس، وكان عضوًا من آل ميكال، وهي عائلة إيرانية يعود نسبها إلى الملك الصغدي ديواشتيش [الإنجليزية]، وإلى الساسانيين. لا يُعرف الكثير عن حياة حسنك المبكرة، باستثناء أنه في سن مبكرة، شَغَل منصب حاكم خراسان. كما شغل منصب رئيس مدينته الأم، نيسابور. وفي وقت لاحق من عام 1023، ذهب حسنك إلى الحج في مكة، ثم ذهب بعد ذلك إلى مصر الفاطمية، حيث استقبله الخليفة الفاطمي علي الظاهر باحترام وتقدير.
لكن علاقات حسنك مع الفاطميين جعلت الخليفة العباسي القادر لا يثق به لكونه مؤمنًا بالإسلام الشيعي، الذي كان يُنظر إليها على أنها عقيدة هرطقية من العباسيين السنة وغيرهم من المسلمين السنة، خاصةً بعد عهد جعفر المتوكل. وقد دفع هذا عدم الثقة القادر إلى حث محمود على إعدام حسنك، إلا أن محمود رفض ذلك. وبعد عام واحد، عيّن محمود حسنك وزيرًا له، خلفًا للوزير السابق أحمد ميمندي، الذي كان عدوًّا لحسنك. الذي أصبح في عهد حسنك شخصية بارزة ومؤثرة.
توفي محمود لاحقًا في عام 1030، وسرعان ما اندلعت حرب أهلية بين ولديه، الأصغر وهو وريث محمد الغزنوي (الذي خلف حسنك بأبي سهل الحمدوي [الإنجليزية] وزيرًا بعد فترة وجيزة)، والأكبر وهو مسعود الأول. دعم حسنك، إلى جانب علي بن المرسلان، محمدًا، وتوقع كلاهما أن يتمتعا بالسلطة المطلقة على الدولة الغزنوية، بينما سيبقى محمد حاكمًا صوريًا. ومع ذلك، بدأ علي، ورجل دولة غزنوي آخر، يبتعدون عن الحسن بن علي ويغيرون تمسكهم بمسعود الأول.
ومع ذلك، استمر حسنك في دعم محمد، لكن مسعود الأول سار بعد فترة وجيزة نحو غزنة، عاصمة الغزنويين، حيث هزم محمدًا بنجاح وسجنه. ثم سجن حسنك في بلخ، وأعاد أحمد ميمندي إلى منصب الوزير. وبفضل جهود خصم حسنك أبو سهل الزوزاني [الإنجليزية]، اتهم مسعود حسنك بالكفر، وأمر بإعدامه في 14 شباط 1032. وقد وصف أبو الفضل البيهقي المحكمة والإعدام بشكل واضح في كتابه تاريخ البيهقي.